# Canton de Lorient-1
Le canton de Lorient-1 est une circonscription électorale française du département du Morbihan.

## Histoire
Un nouveau découpage territorial du Morbihan entre en vigueur à l'occasion des élections départementales de 2015. Il est défini par le décret du 21 février 2014, en application des lois du 17 mai 2013 (loi organique 2013-402 et loi 2013-403). Les conseillers départementaux sont, à compter de ces élections, élus au scrutin majoritaire binominal mixte. Les électeurs de chaque canton élisent au Conseil départemental, nouvelle appellation du Conseil général, deux membres de sexe différent, qui se présentent en binôme de candidats. Les conseillers départementaux sont élus pour 6 ans au scrutin binominal majoritaire à deux tours, l'accès au second tour nécessitant 12,5 % des inscrits au 1er tour. En outre la totalité des conseillers départementaux est renouvelée. Ce nouveau mode de scrutin nécessite un redécoupage des cantons dont le nombre est divisé par deux avec arrondi à l'unité impaire supérieure si ce nombre n'est pas entier impair, assorti de conditions de seuils minimaux. Dans le Morbihan, le nombre de cantons passe ainsi de 42 à 21.
Le canton de Lorient-1 est formé d'une fraction de la commune de Lorient. Il est entièrement inclus dans l'arrondissement de Lorient. Le bureau centralisateur est situé à Lorient.

## Représentation
| Période élective | Période élective | Mandat | Mandat   | Identité         | Nuance | Nuance | Qualité                                                                                                  |
| ---------------- | ---------------- | ------ | -------- | ---------------- | ------ | ------ | --- |
| 2015             | 2021             | 2015   | 2021     | Bruno Blanchard  |        | DVG    | Travailleur social, adjoint au maire de Lorient jusqu'en 2020                                            |
| 2015             | 2021             | 2015   | 2021     | Karine Rigole    |        | DVG    | Attachée commerciale en disponibilité, adjointe au maire de Lorient jusqu'en 2020                        |
| 2021             | 2028             | 2021   | en cours | Mathieu Glaz     |        | PS     | Professeur d'histoire-géographie                                                                         |
| 2021             | 2028             | 2021   | en cours | Catherine Quéric |        | PCF    | Conseillère d'insertion professionnelle, Lorient Ancienne conseillère municipale de Lanester (1989-2001) |

### Résultats détaillés

#### Élections de mars 2015
À l'issue du 1er tour des élections départementales de 2015, deux binômes sont en ballottage : Bruno Blanchard et Karine Rigole (Union de la Gauche, 33,21 %) et Honoré Le Guyader et Arlette Piriou (FN, 23,01 %). Le taux de participation est de 49,05 % (9 549 votants sur 19 469 inscrits) contre 52,56 % au niveau départemental et 50,17 % au niveau national.
Au second tour, Bruno Blanchard et Karine Rigole (Union de la Gauche) sont élus avec 66,97 % des suffrages exprimés et un taux de participation de 47,89 % (5 584 voix pour 9 323 votants et 19 469 inscrits).
Bruno Blanchard a quitté le PS.

#### Élections de juin 2021
Le premier tour des élections départementales de 2021 est marqué par un très faible taux de participation (33,26 % au niveau national). Dans le canton de Lorient-1, ce taux de participation est de 28 % (5 481 votants sur 19 575 inscrits) contre 34,81 % au niveau départemental. À l'issue de ce premier tour, deux binômes sont en ballottage : Mathieu Glaz et Catherine Quéric (Union à gauche, 25,72 %) et Morgane Christien et Michel Le Lann (REM, 22,7 %).
Le second tour des élections est marqué une nouvelle fois par une abstention massive équivalente au premier tour. Les taux de participation sont de 34,36 % au niveau national, 36 % dans le département et 29,57 % dans le canton de Lorient-1. Mathieu Glaz et Catherine Quéric (Union à gauche) sont élus avec 52,36 % des suffrages exprimés (2 826 voix pour 5 792 votants et 19 585 inscrits),,.

## Composition
| Nom                             | Code Insee | Intercommunalité         | Superficie (km2) | Population (dernière pop. légale)                | Densité (hab./km2) | Modifier                                    |
| ------------------------------- | ---------- | ------------------------ | ---------------- | ------------------------------------------------ | ------------------ | ------------------------------------------- |
| Lorient (bureau centralisateur) | 56121      | CA Lorient Agglomération | 17,48            | Fraction : 29 573 (2022) Commune : 58 202 (2022) | 3 330              | modifier les données · modifier les données |
| Canton de Lorient-1             | 5608       |                          |                  | 29 573 (2022)                                    |                    | modifier les données                        |

Le canton de Lorient-1 comprend la partie de la commune de Lorient située au nord d'une ligne définie par l'axe des voies et limites suivantes : depuis la limite territoriale de la commune de Ploemeur, rue de Lanveur, rue de Kerjulaude, rue de Merville, avenue Jean-Jaurès, avenue Anatole-France, avenue du Faouedic, boulevard du Général-Leclerc, boulevard Emmanuel-Svob, boulevard d'Oradour-sur-Glane, ligne de chemin de fer, rue Etienne-Guillamet, ligne droite perpendiculaire à la rue Louis-Guiguen, au niveau de l'extrémité de la rue Henri-Sellier, jusqu'à la limite territoriale de la commune de Lanester.

## Démographie
En 2022, le canton comptait 29 573 habitants, en évolution de +1,2 % par rapport à 2016 (Morbihan : +3,82 %, France hors Mayotte : +2,11 %).
| 2013   | 2018   | 2022   |
| ------ | ------ | ------ |
| 29 577 | 29 261 | 29 573 |